# دانشگاه کاتولیکا سانتو دومینگو
دانشگاه کاتولیکا سانتو دومینگو (به لاتین: Universidad Católica Santo Domingo) یک دانشگاه در جمهوری دومینیکن است که در سانتو دومینگو واقع شده‌است.